# Sražené zvíře

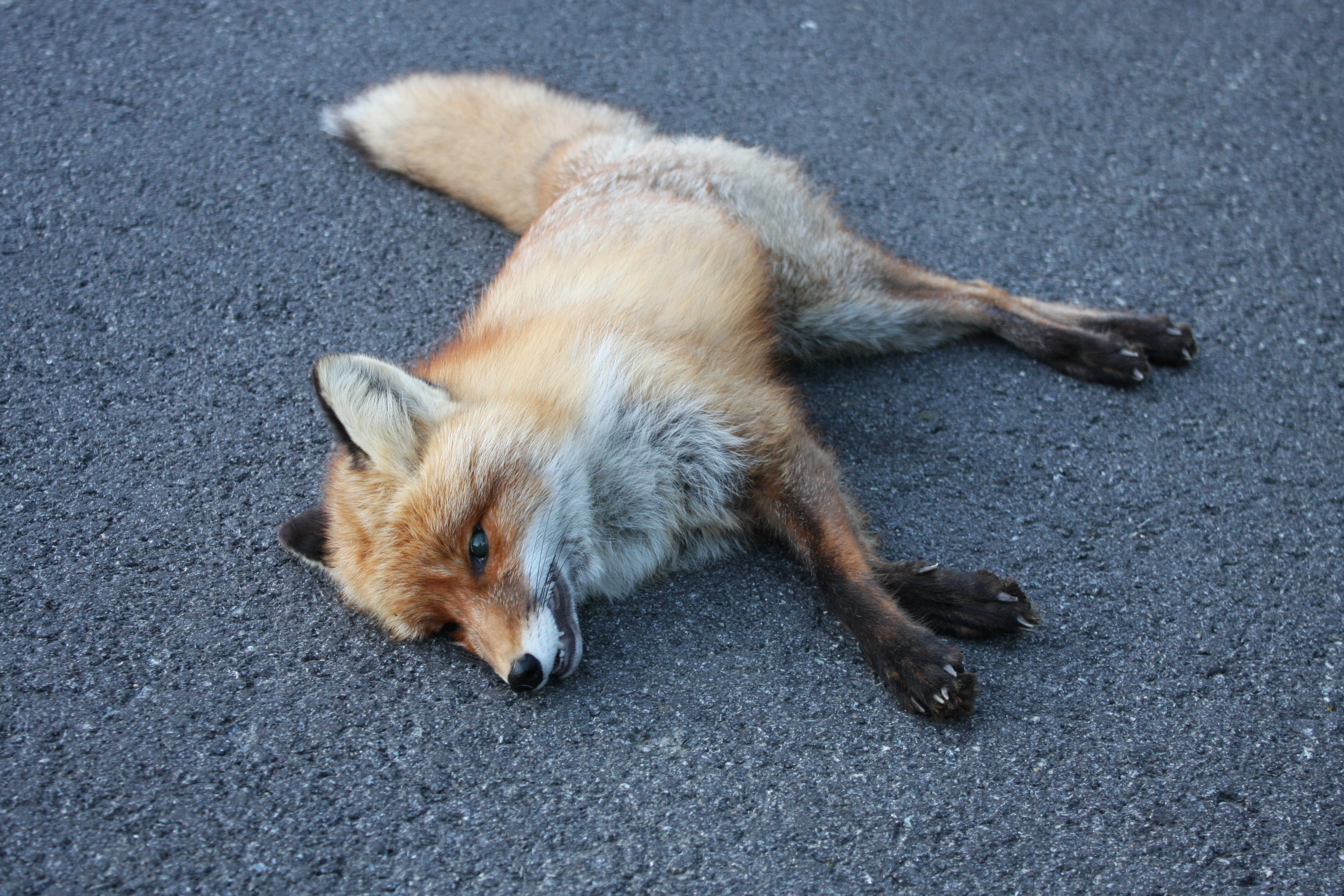
Liška obecná usmrcená osobním automobilem

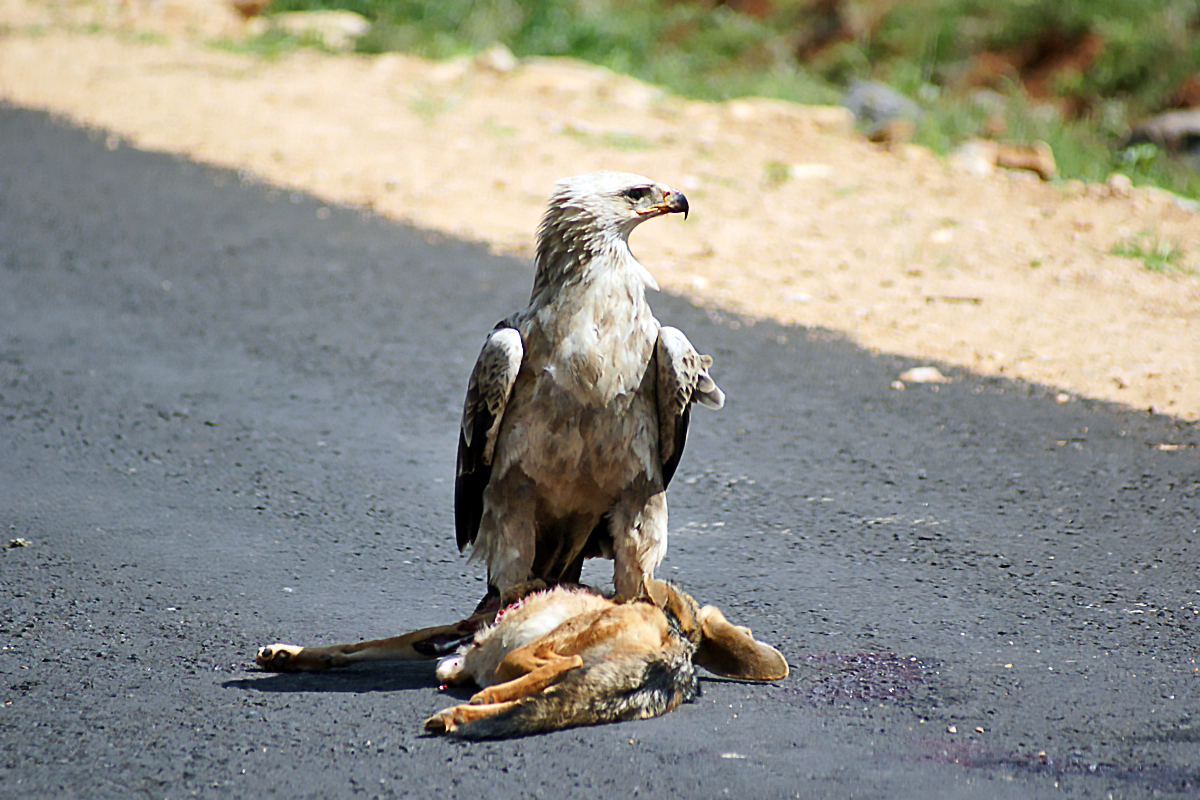
Na mršinách se často přiživují predátoři, a tím se také mohou stát další obětí

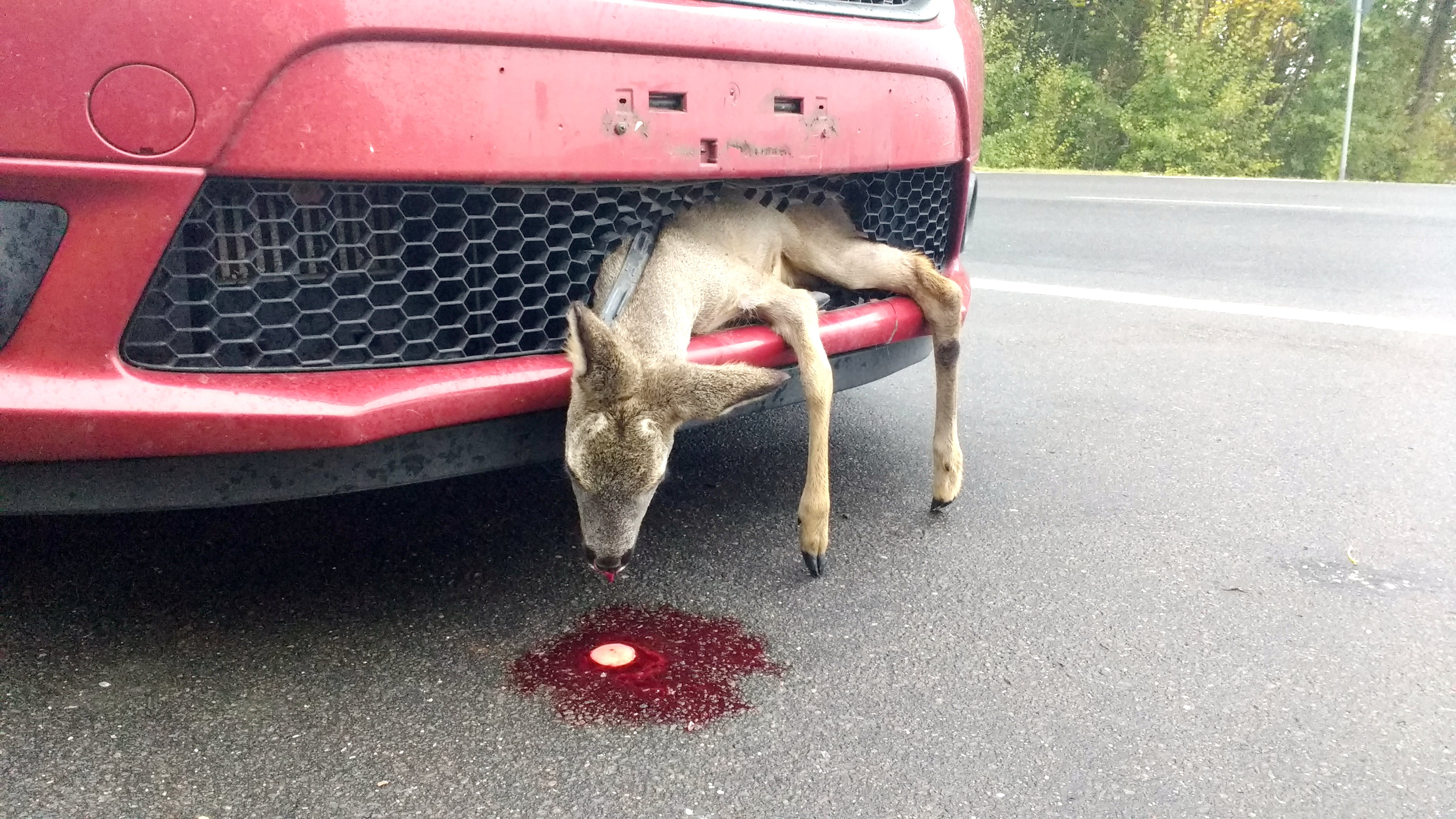
Sražený srnec v Německu

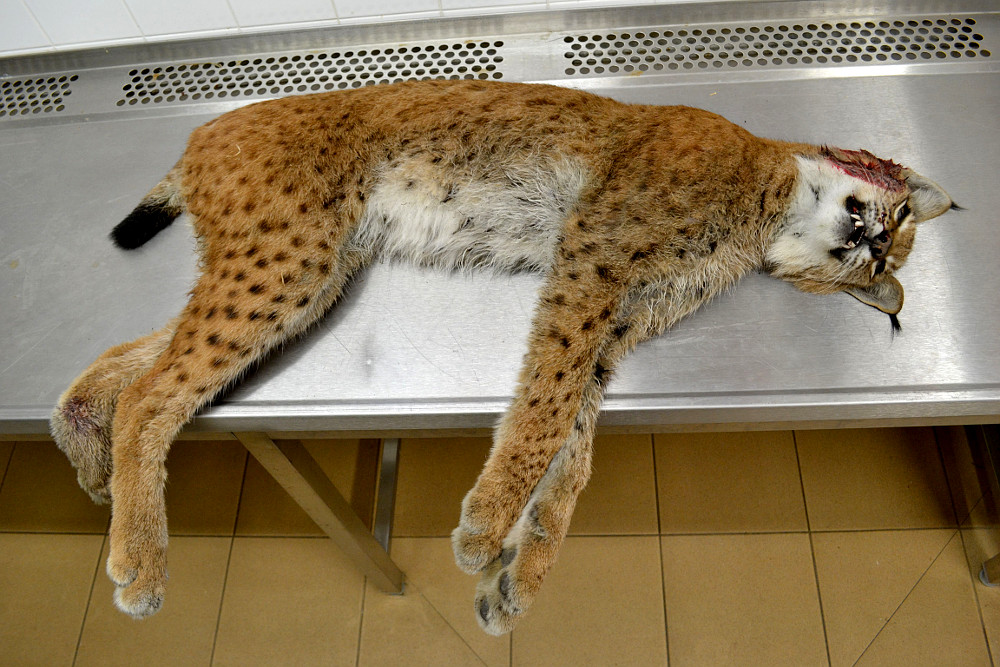
Rys ostrovid sražený na dálnici D1

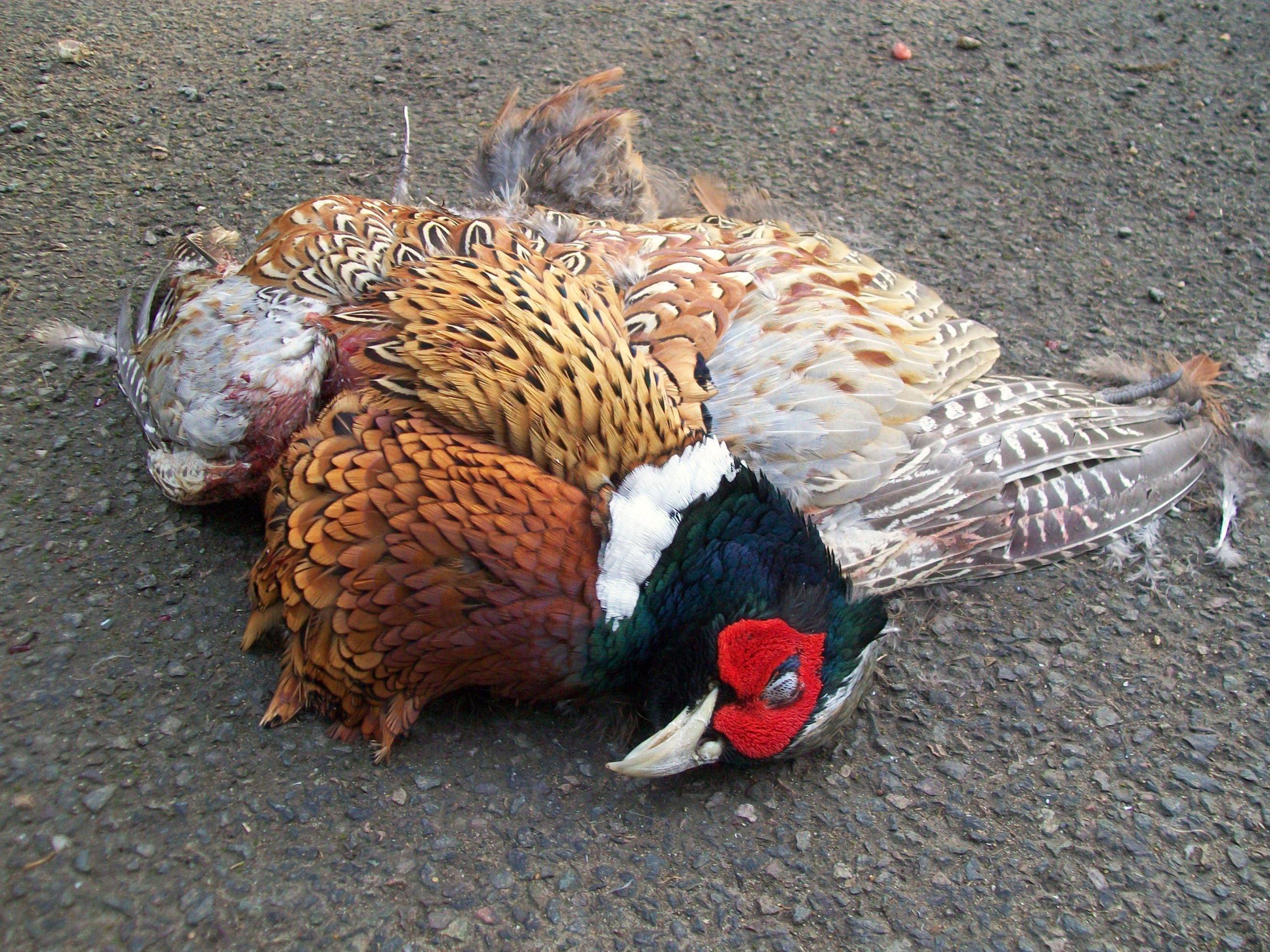
Bažant obecný

Sražené zvíře je zvíře, které bylo zraněno nebo zabito při střetu s dopravním prostředkem.

## Historie
Na začátku 20. století se jedním ze významných znaků rozvoje automobilové dopravy stalo zvýšené množství zvěře usmrcené dopravním prostředkem. Mohla posloužit k jídlu a několik knih bylo věnováno její přípravě (v angličtině je pro tyto kuchařky termín Roadkill cuisine). Například Buck Peterson je spisovatel a autor originální Road Kill Cookbook.

## Výzkum
- První průvodce pro zaznamenání přejetých zvířat byl vytvořen a publikován British Columbia Ministry of Transportation (BCMoT) v Kanadě v roce 2008. Průvodce se zaměřil na nejobvyklejší masožravce a spárkatou zvěř v Britské Kolumbii a přehled o zvěři uhynulé pod dopravními prostředky sloužil jako podklad k využívání preventivnímu systému WARS.[2]

- Studenti 25 škol v Nové Anglii sledovali úhyn zvěře na silnicích a zveřejnili výsledky [3].

- Některé výzkumy se soustředily i na uhynulý hmyz a motýly a poukázaly na souvislost s hustotou provozu.[4] Hmyzu se však ve srovnání se zvířaty věnuje malá pozornost.

- Srážky jsou častější za svitu úplňku.[5]

## Výzkumy v České republice
V letech 2006 a 2007 analyzovali Hlaváč a Anděl soubor savců zabitých na 1282 km silnic různých tříd. Z celkového počtu 2144 jedinců bylo 80 kun skalních, 24 lasic, 10 hranostajů, 7 kun lesních, 4 vydry, 3 tchoři tmaví, 2 norci američtí a 1 jezevec.
Centrum dopravního výzkumu uvádí, že každoročně dojde v České republice zhruba k sedmi a půl tisícům střetů se zvěří, při nichž se smrtelně zraní až pět řidičů. Z průzkumu prováděného v letech 2007 až 2008 pro Ministerstvo životního prostředí vyplynulo, že na silnicích a dálnicích v ČR je ročně usmrceno na 570 000 zajíců, 52 000 kusů zvěře srnčí, 350 000 ježků, 70 000 bažantů a 50 000 kun.

## Prevence
Střet se zvířetem má mnoho negativních dopadů i na člověka:
- Poškození auta
- Zranění nebo smrt osob v dopravních prostředcích
- Škody na ohrožených druzích zvířat

## Pravidla pro jízdu v noci
Ačkoliv ke srážce může dojít v kteroukoliv denní dobu, má vysoká zvěř tendenci pohybovat se za svítání a za soumraku. Obzvláště aktivní jsou v době páření v říjnu až prosinci. V noci je snížená viditelnost a to zvláště do stran. Zvíře při nočním oslnění světlomety vozu ztratí možnost identifikovat polohu přijíždějícího auta, protože noční živočichové vidí ve tmě lépe než za světla. Oslnění světly tak zvíře zmate, to pak zůstane stát strnule na silnici a neuteče. Prevencí střetu je snížená rychlost, zraková kontrola obou stran silnice a soustředění se na možnost náhlého objevení zvířete. Je běžné, že řidiči ve tmě spatří záblesk očí zvířete dříve než zvíře celé.

## Stavební a technická opatření

Aby se snížila možnost úhynu zvířat kolem silnic, používají se různá výstražná znamení a zábrany.
- Dopravní značky. Na zvýšenou frekvenci pohybu divoké zvěře nejčastěji upozorňují dopravní značky. V České republice se používají dopravní značky "Pozor zvěř!" Ve speciálních případech se používají značky ohroženého živočicha nebo značka "Jiné nebezpečí" s vyobrazením příslušného druhu (například žába).[8] V USA jsou úseky silnic, kde se pohybuje vysoká zvěř, obvykle označeny výstražným znamením se zobrazením zvířete. V Austrálii je velmi využívaná značka s vyobrazením klokana.

- Křižovatky. Křižovatky [9] dovolují zvěři cestovat nad nebo pod silnicí. Jsou široce využívány v Evropě, v USA jsou například v západní Kanadě. V České republice se začínají budovat. Mohou hrát významnou roli v ochraně ohrožených druhů [10] Na americkém západě mohou cesty vést na velkou vzdálenost otevřenou krajinou,žádné zábrany oddělující řidiče od pastvin dobytka či například stád bizonů neexistují. Řidič může míjet stáda pasoucí se vedle silnice. Otevřené krajiny jsou vyznačeny a chráněny speciálními zábranami [11]

- Ochranná světelná signalizace. V některých zemích existuje ochranný systém zvaný RADS (Roadway Animal Detection System).[12]. Sluncem poháněné senzory zjistí, že se zvíře pohybuje blízko silnice a vyšlou paprsek světla, který upozorňuje přijíždějícího řidiče. Také u nás se podobné ochranné systémy využívají, nejsou však příliš rozšířeny.

- Pachová zábrana. Je jednou z nákladnějších ochran. Jedná se o velmi silnou koncentraci lidského pachu nebo pachu šelmy(pachu nepřítele zvěře) [13]. Nedá se použít všude a stále. Zvířata si na ni časem zvyknou a i samotná stopa po čase vyprchá. Častěji ji využívají myslivci při ochraně polí před divočáky.

- Vysokofrekvenční píštalka. V zahraničí se vyrábějí vysokofrekvenční píšťalky, které se dají namontovat na přední kapotu vozu a plaší zvěř [14].

## Hlášení o uhynulé zvěři
Pokud dojde při střetu dopravního prostředku se zvířetem ke smrti zvířete, je řidič povinen nahlásit to mysliveckému hospodáři dané honitby, který přijede a označí uhynulé zvíře žlutou plombou.[zdroj?]